# Biografielijst Dv

## Dvo
- Ann Dvorak (1912-1979), Amerikaans actrice
- Antonín Dvořák (1841-1904), Tsjechisch componist
- Charles Dvorak (1878-1969), Amerikaans atleet
- Tomáš Dvořák (1972), Tsjechisch atleet